# Pemphis madagascariensis
Pemphis madagascariensis là một loài thực vật có hoa trong họ Lythraceae. Loài này được (Baker) Koehne mô tả khoa học đầu tiên năm 1903.